# Павлушкино
Павлу́шкино (рос. Павлушкино, чув. Пĕчĕк Мĕлĕш) — присілок у складі Аліковського району Чувашії, Росія. Входить до складу Таутовського сільського поселення.
Населення — 53 особи (2010; 75 у 2002).
Національний склад:
- чуваші — 100 %